# 1875 год в истории метрополитена
В этой статье перечисляются основные  события из истории метрополитенов в 1875 году. Полужирным шрифтом выделены открытия новых транспортных систем.

## События
- 17 января — в Стамбуле открыт Тюнель (тур. Tünel) — подземный фуникулёр на конной тяге, который часто считается вторым полноценным метрополитеном в мире после лондонского.

Без точной даты
- Инженер Василий Титов подал московским властям предложение проложить подземную железнодорожную линию от Курского вокзала через Лубянскую и Трубную площади до Марьиной рощи. На предложение был наложен запрет, до полноценного проекта дело не дошло[1][2].